# Sancourt (Somme)
Sancourt és un municipi francès situat al departament del Somme i a la regió dels Alts de França. L'any 2007 tenia 279 habitants.

## Demografia

### Població

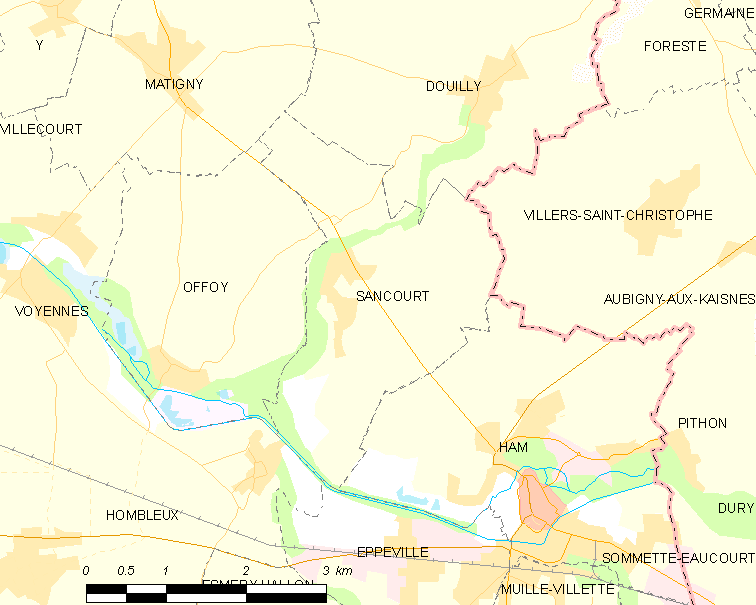
mapa del municipi

El 2007 la població de fet de Sancourt era de 279 persones. Hi havia 108 famílies de les quals 24 eren unipersonals (16 homes vivint sols i 8 dones vivint soles), 36 parelles sense fills, 44 parelles amb fills i 4 famílies monoparentals amb fills.
La població ha evolucionat segons el següent gràfic:
Habitants censats

### Habitatges

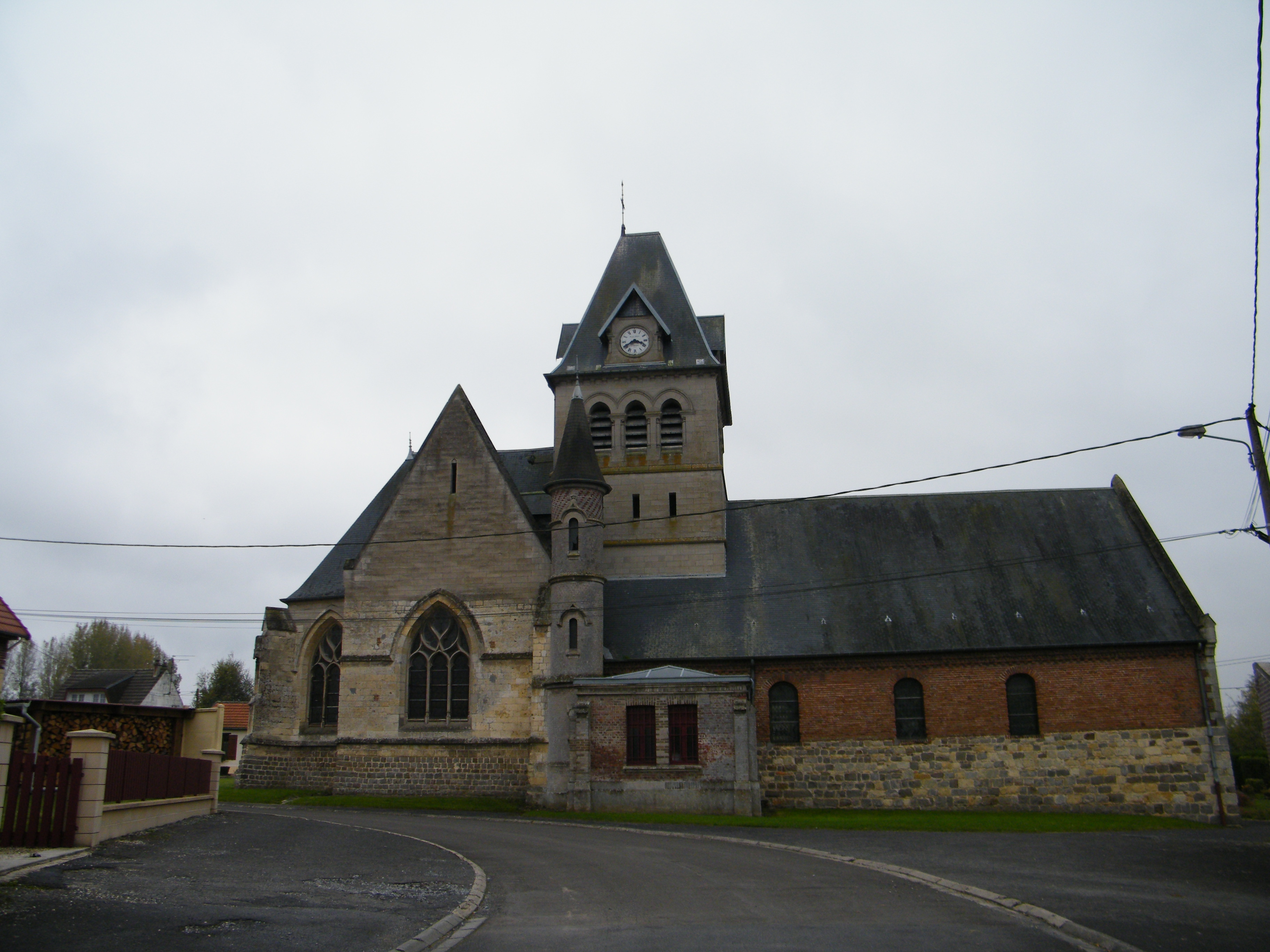
església

El 2007 hi havia 121 habitatges, 109 eren l'habitatge principal de la família i 12 estaven desocupats. 120 eren cases i 1 era un apartament. Dels 109 habitatges principals, 91 estaven ocupats pels seus propietaris, 15 estaven llogats i ocupats pels llogaters i 3 estaven cedits a títol gratuït; 18 tenien tres cambres, 28 en tenien quatre i 63 en tenien cinc o més. 91 habitatges disposaven pel capbaix d'una plaça de pàrquing. A 50 habitatges hi havia un automòbil i a 50 n'hi havia dos o més.

### Piràmide de població

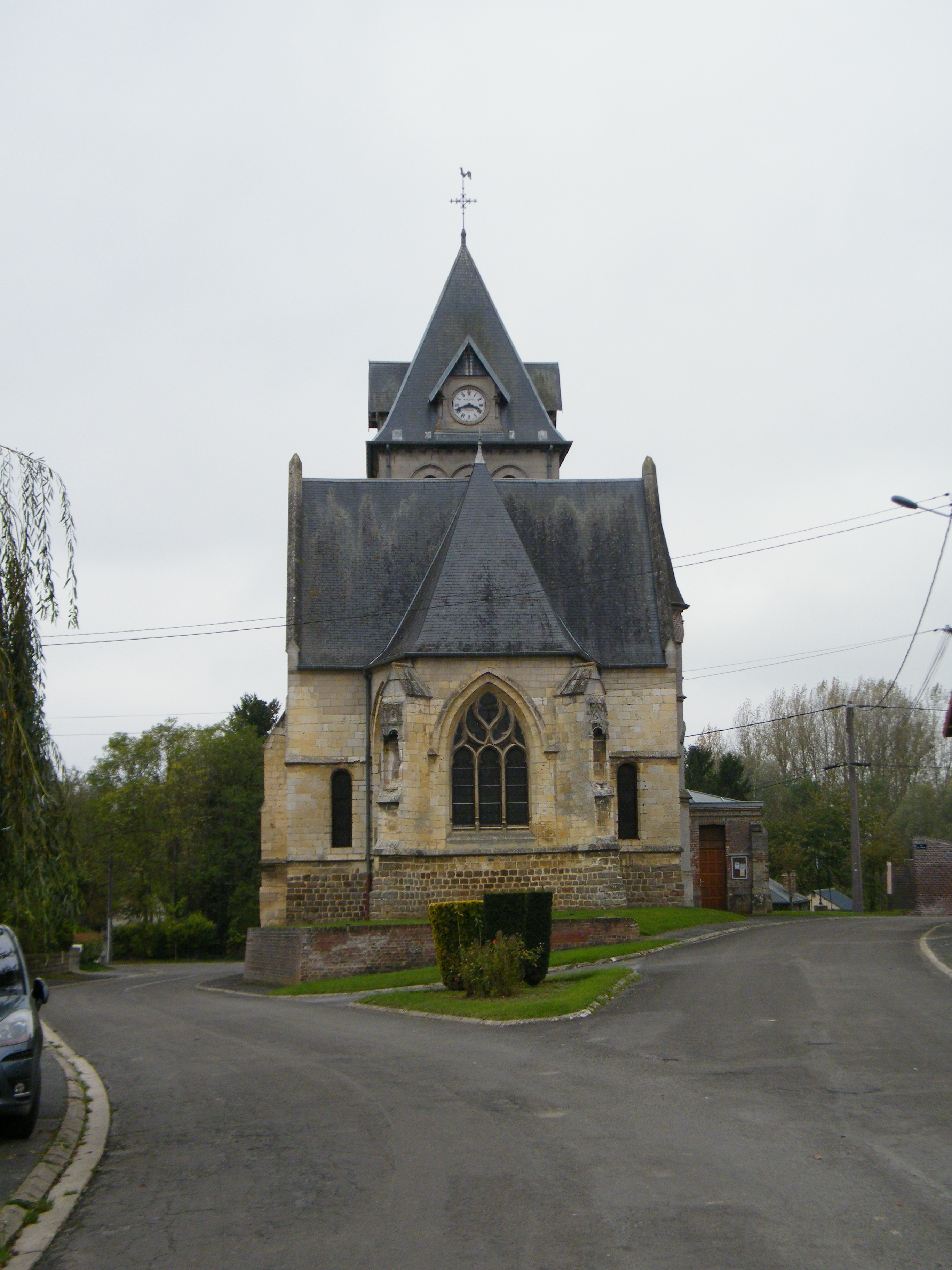

La piràmide de població per edats i sexe el 2009 era:
| Homes | Edats   | Dones |
| ----- | ------- | ----- |
| 0     | 95 o +  | 0     |
| 0     | 90 a 94 | 0     |
| 4     | 85 a 89 | 0     |
| 4     | 80 a 84 | 4     |
| 0     | 75 a 79 | 4     |
| 4     | 70 a 74 | 8     |
| 12    | 65 a 69 | 20    |
| 4     | 60 a 64 | 0     |
| 0     | 55 a 59 | 4     |
| 16    | 50 a 54 | 16    |
| 20    | 45 a 49 | 16    |
| 4     | 40 a 44 | 12    |
| 8     | 35 a 39 | 0     |
| 8     | 30 a 34 | 16    |
| 20    | 25 a 29 | 4     |
| 12    | 20 a 24 | 4     |
| 4     | 15 a 19 | 4     |
| 12    | 10 a 14 | 12    |
| 8     | 5 a 9   | 4     |
| 4     | 0 a 4   | 4     |

## Economia

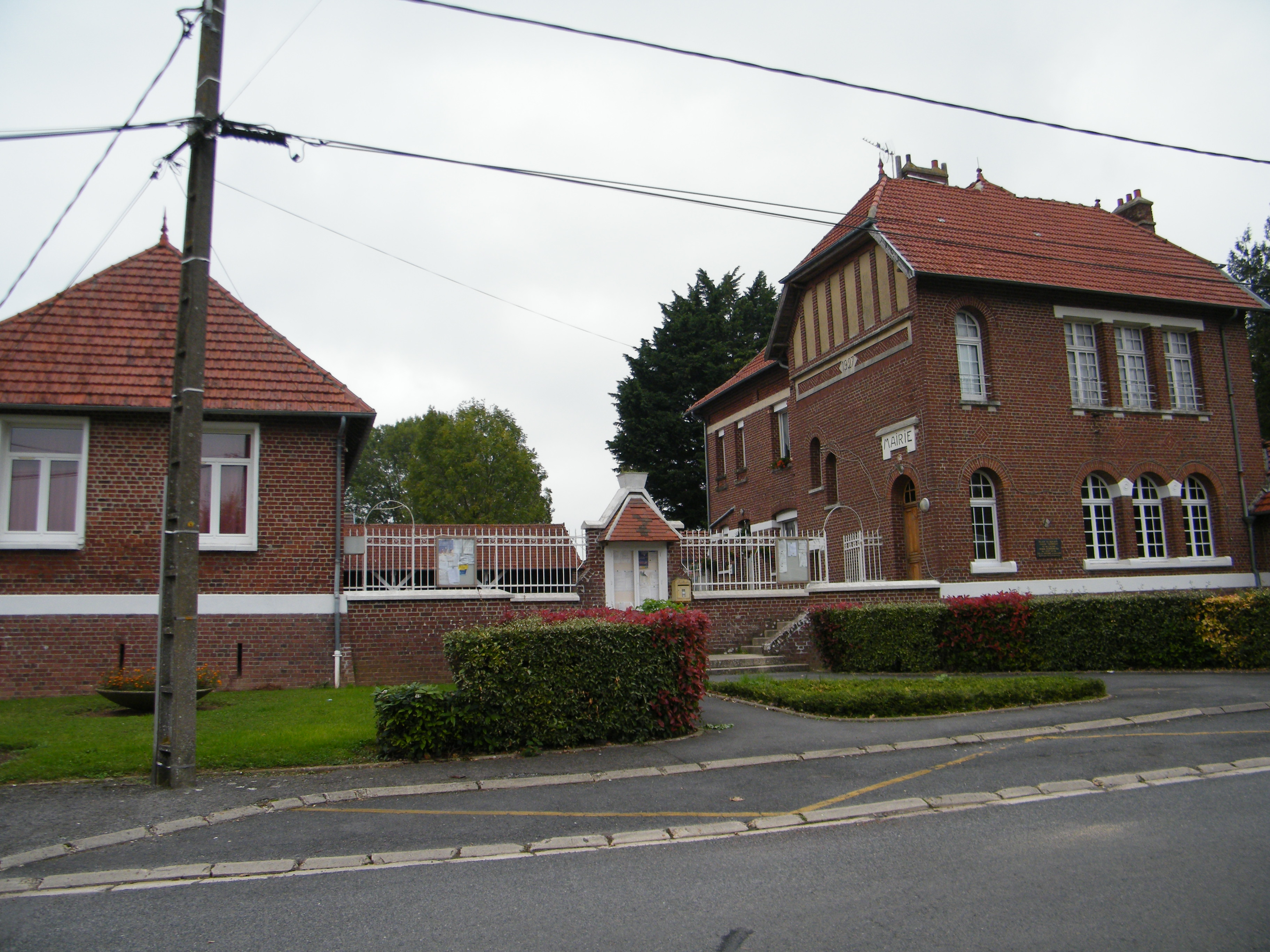

El 2007 la població en edat de treballar era de 185 persones, 128 eren actives i 57 eren inactives. De les 128 persones actives 115 estaven ocupades (64 homes i 51 dones) i 13 estaven aturades (3 homes i 10 dones). De les 57 persones inactives 22 estaven jubilades, 17 estaven estudiant i 18 estaven classificades com a «altres inactius».

### Ingressos

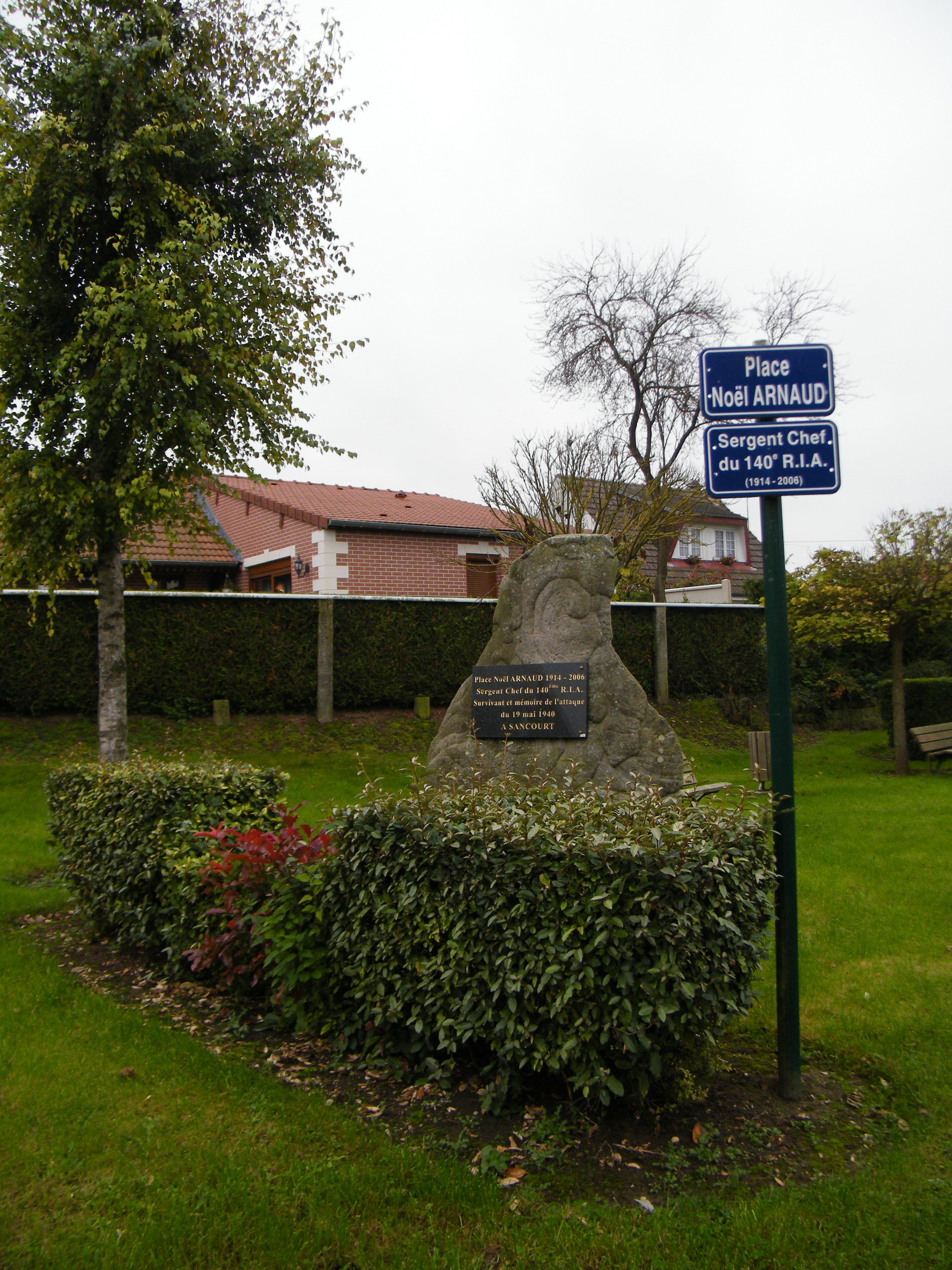

El 2009 a Sancourt hi havia 112 unitats fiscals que integraven 293 persones, la mediana anual d'ingressos fiscals per persona era de 17.927 €.

### Activitats econòmiques
Dels 8 establiments que hi havia el 2007, 1 era d'una empresa de fabricació d'altres productes industrials, 1 d'una empresa de construcció, 1 d'una empresa de comerç i reparació d'automòbils, 1 d'una empresa d'hostatgeria i restauració, 1 d'una empresa immobiliària i 3 d'empreses de serveis.
Dels 3 establiments de servei als particulars que hi havia el 2009, 1 era un taller de reparació d'automòbils i de material agrícola, 1 taller d'inspecció tècnica de vehicles i 1 guixaire pintor.
L'any 2000 a Sancourt hi havia 10 explotacions agrícoles que ocupaven un total de 574 hectàrees.

## Equipaments sanitaris i escolars
El 2009 hi havia una escola maternal integrada dins d'un grup escolar amb les comunes properes formant una escola dispersa.

## Poblacions més properes

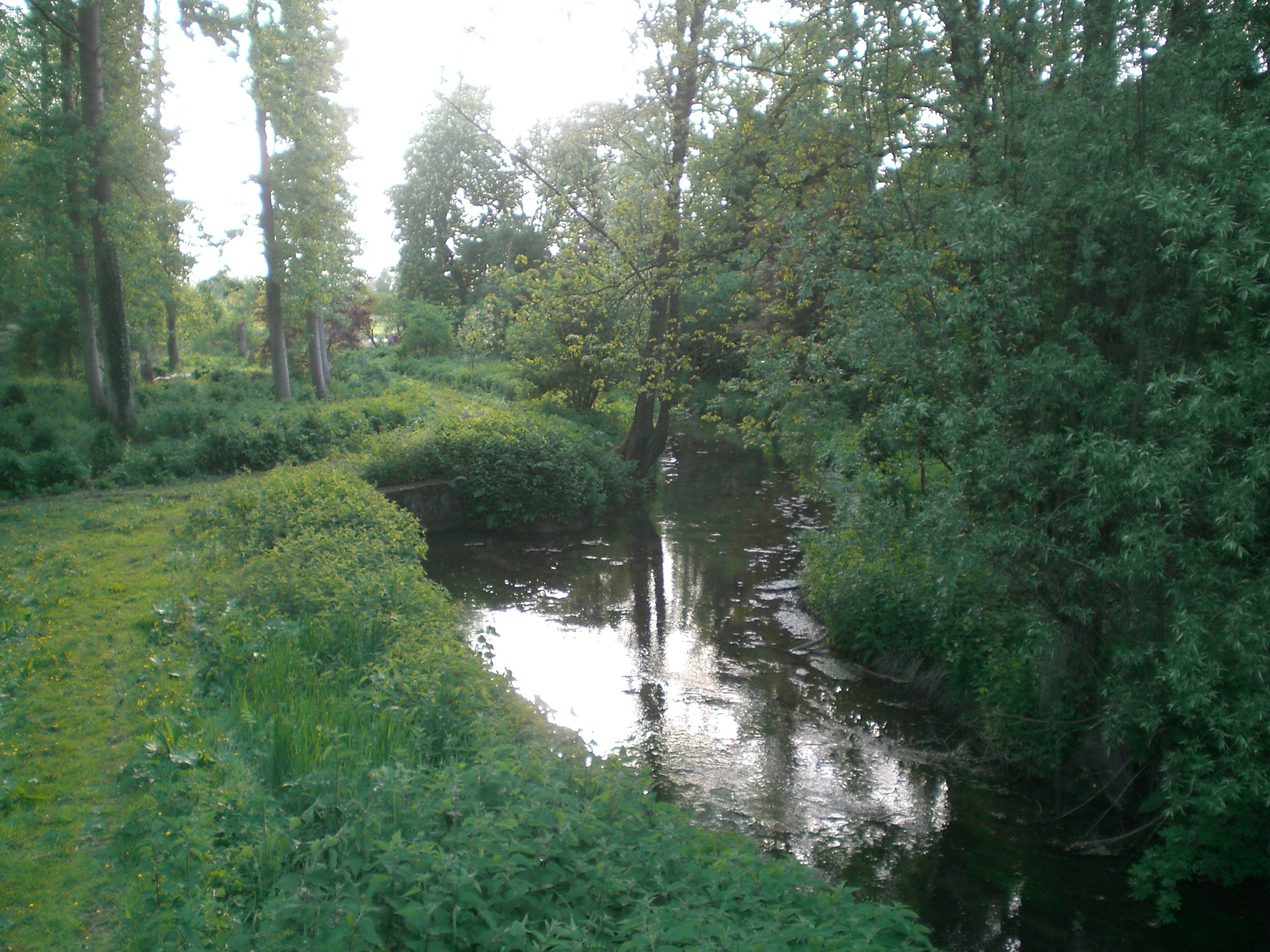
riu Germaine

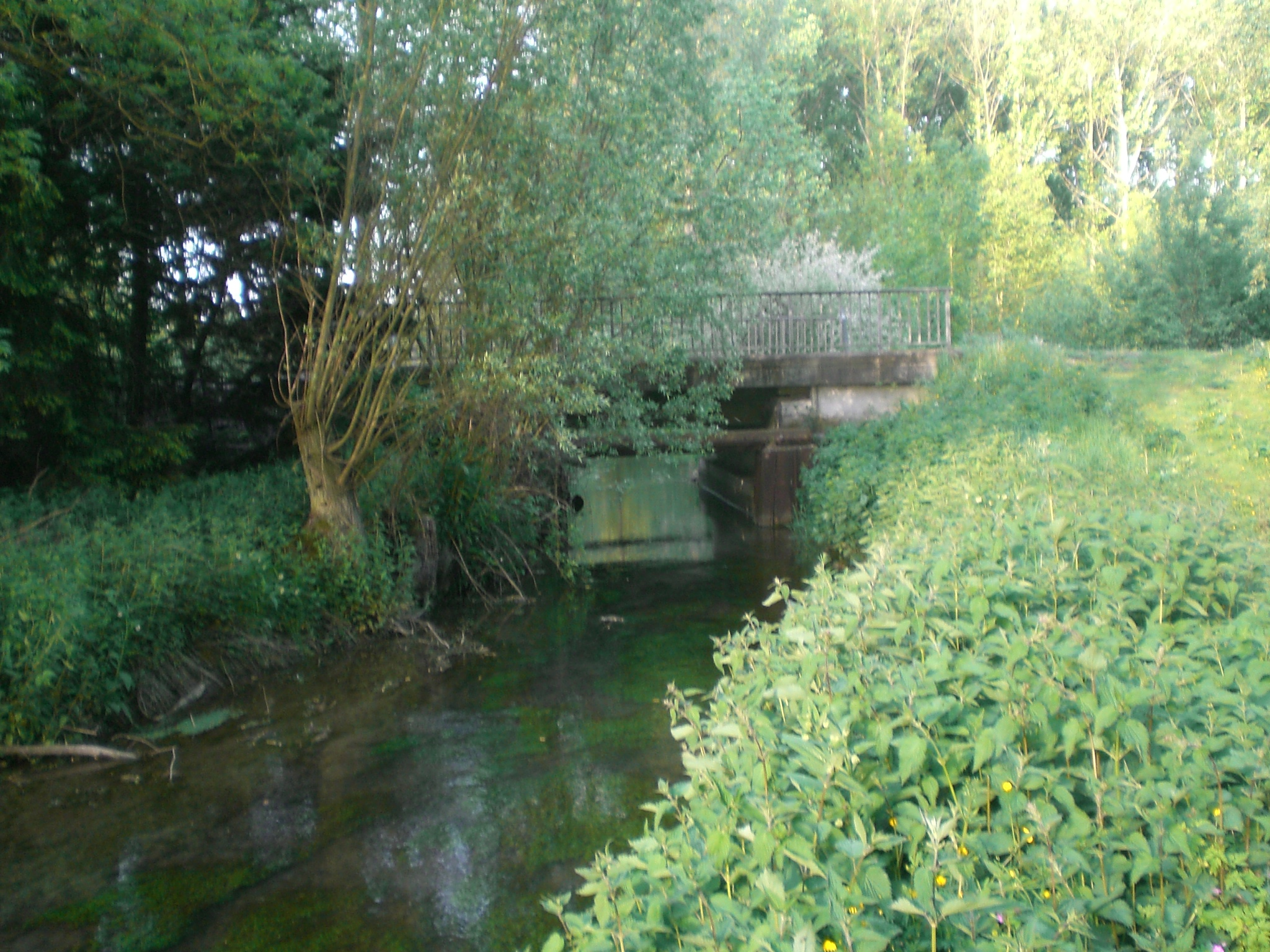
riu Germaine a Sancourt

El següent diagrama mostra les poblacions més properes.